# Serra-di-Scopamène
Serra-di-Scopamène (kors. Sarra di Scupamè) – miejscowość i gmina we Francji, w regionie Korsyka, w departamencie Korsyka Południowa.
Według danych na rok 1990 gminę zamieszkiwały 154 osoby, a gęstość zaludnienia wynosiła 8 osób/km².